# 77 (číslo)
Sedmdesát sedm je přirozené číslo. Následuje po číslu sedmdesát šest a předchází číslu sedmdesát osm. Řadová číslovka je sedmdesátý sedmý nebo sedmasedmdesátý. Římskými číslicemi se zapisuje LXXVII.

## Matematika
77 je:
- bezčtvercové celé číslo
- deficientní číslo
- nešťastné číslo
- nepříznivé číslo.

## Chemie
- 77 je atomové číslo iridia, neutronové číslo třetího nejběžnějšího izotopu xenonu a nukleonové číslo druhého nejméně běžného přírodního izotopu selenu.[1]

## Kosmonautika
- STS-77 byla mise raketoplánu Endeavour. Celkem se jednalo o 77. misi raketoplánu do vesmíru a 11. pro Endeavour. Cílem letu mise byly experimenty se stanicí Spacehab.

## Roky
- 77
- 77 př. n. l.
- 1977